# کلی وارد
کلی وارد (انگلیسی: Kelly Ward؛ زادهٔ ۱۷ نوامبر ۱۹۵۶) هنرپیشه و فیلم‌نامه‌نویس اهل ایالات متحده آمریکا است.

## گزیده فیلمشناسی
از فیلم‌ها یا برنامه‌های تلویزیونی که وی در آن نقش داشته‌است می‌توان به آثار زیر اشاره کرد.
- پسری در حباب پلاستیکی (۱۹۷۶)
- گریس (۱۹۷۸)
- شماره یک بزرگ قرمز (۱۹۸۰)
- خانواده والتون (مجموعه تلویزیونی)